# Soings-en-Sologne
Soings-en-Sologne – miejscowość i gmina we Francji, w Regionie Centralnym, w departamencie Loir-et-Cher.
Według danych na rok 1990 gminę zamieszkiwało 1289 osób, a gęstość zaludnienia wynosiła 37 osób/km² (wśród 1842 gmin Regionu Centralnego Soings-en-Sologne plasuje się na 307. miejscu pod względem liczby ludności, natomiast pod względem powierzchni na miejscu 245.).